# Немањини дани
Немањини дани је традиционална манифестација средњовековног витешког садржаја која се одржава у Куршумлији. Одржава се сваке године у септембру на платоу испред манастира Светог Николе.
Манифестација за циљ има да промовише доба Стефана Немање, оживљава дух средњег века и очување духовних, културних и традиционалних вредности топличког краја кроз бројне едукативне, културне, дечије и забавне садржаје, етно радионице, витешке борбе...
Родоначелник владарске династије Немањића и творац српске државе у средњем веку, Стефан Немања, своју државничку, војничку и градитељску мисију почео је у данашњој Kуршумлији. На територији данашње Kуршумлије, он је саградио своје прве две задужбине – манастир Светог Николе и манастир Пресвете Богородице.
Током 2019. године у Куршумлији је обележено 850 година постојања Немањиних задужбина, манастира Светог Николе и Пресвете Богородице, а као резултати вишегодишњег рада на реконструкцији и свих спроведених истраживања и анализе прикупљене и сачуване археолошке грађе о Немањиним задужбинама у Куршумлији, објављена је и монографија „Манастир Светог Николе у Топлици” чији је аутор Емина Зечевић, музејски саветник Народног музеја у Београду.
Током манифестације „Немањини дани 2023”, организатори су први пут организовали радионицу мозаика за децу под називом „Каменчић један сам није вредан” у порти манастира Светог Николе.
У културно-забавном програму учествују етно групе, културно-уметничка друштва, као и извођачи солисти, хорови и музички састави духовне, традиционалне и народне музике.